# Ben Sheppard
Benjamin Lee Sheppard, detto Ben (Atlanta, 16 luglio 2001), è un cestista statunitense, professionista nella NBA con gli Indiana Pacers.

## Carriera
Dopo aver trascorso la carriera universitaria con i Belmont Bruins, nel 2023 viene selezionato al Draft NBA dagli Indiana Pacers con la ventiseiesima scelta assoluta.

## Statistiche

### College
| Anno      | Squadra        | PG  | PT | MP   | TC%  | 3P%  | TL%  | RP  | AP  | PRP | SP  | PP   |
| --------- | -------------- | --- | -- | ---- | ---- | ---- | ---- | --- | --- | --- | --- | ---- |
| 2019-2020 | Belmont Bruins | 32  | 0  | 10,8 | 38,6 | 27,9 | 66,7 | 2,2 | 0,6 | 0,4 | 0,1 | 2,9  |
| 2020-2021 | Belmont Bruins | 27  | 26 | 27,7 | 47,3 | 32,8 | 68,9 | 4,4 | 2,2 | 1,0 | 0,1 | 10,5 |
| 2021-2022 | Belmont Bruins | 33  | 33 | 31,4 | 49,6 | 37,1 | 71,9 | 3,9 | 1,6 | 1,2 | 0,2 | 16,2 |
| 2022-2023 | Belmont Bruins | 32  | 32 | 34,4 | 47,5 | 41,5 | 68,4 | 5,2 | 2,9 | 1,4 | 0,2 | 18,8 |
| Carriera  | Carriera       | 124 | 91 | 26,0 | 47,5 | 37,0 | 69,6 | 3,9 | 1,8 | 1,0 | 0,1 | 12,2 |

### NBA

#### Regular Season
| Anno      | Squadra        | PG  | PT | MP   | TC%  | 3P%  | TL%  | RP  | AP  | PRP | SP  | PP  |
| --------- | -------------- | --- | -- | ---- | ---- | ---- | ---- | --- | --- | --- | --- | --- |
| 2023-2024 | Indiana Pacers | 57  | 1  | 14,3 | 39,3 | 31,4 | 88,5 | 1,6 | 0,9 | 0,6 | 0,0 | 4,4 |
| 2024-2025 | Indiana Pacers | 63  | 9  | 19,5 | 41,8 | 34,2 | 88,9 | 2,8 | 1,3 | 0,6 | 0,2 | 5,3 |
| Carriera  | Carriera       | 120 | 10 | 17,0 | 40,7 | 33,0 | 88,7 | 2,2 | 1,2 | 0,6 | 0,1 | 4,9 |

#### Playoffs
| Anno     | Squadra        | PG | PT | MP   | TC%  | 3P%  | TL%  | RP  | AP  | PRP | SP  | PP  |
| -------- | -------------- | -- | -- | ---- | ---- | ---- | ---- | --- | --- | --- | --- | --- |
| 2024     | Indiana Pacers | 17 | 2  | 19,7 | 43,7 | 38,0 | 77,8 | 3,0 | 1,0 | 0,5 | 0,1 | 5,2 |
| 2025     | Indiana Pacers | 21 | 0  | 14,0 | 47,1 | 39,5 | 100  | 1,9 | 0,4 | 0,4 | 0,0 | 3,2 |
| Carriera | Carriera       | 38 | 2  | 16,5 | 45,1 | 38,6 | 84,6 | 2,4 | 0,7 | 0,4 | 0,1 | 4,1 |

### G League
| Anno      | Squadra          | PG | PT | MP   | TC%  | 3P%  | TL%  | RP  | AP  | PRP | SP  | PP   |
| --------- | ---------------- | -- | -- | ---- | ---- | ---- | ---- | --- | --- | --- | --- | ---- |
| 2023-2024 | Indiana Mad Ants | 10 | 10 | 32,9 | 43,5 | 37,1 | 84,0 | 6,5 | 3,5 | 0,5 | 0,3 | 18,3 |
| Carriera  | Carriera         | 10 | 10 | 32,9 | 43,5 | 37,1 | 84,0 | 6,5 | 3,5 | 0,5 | 0,3 | 18,3 |